# Megyer
Megyer è un comune dell'Ungheria di 64 abitanti (dati 2001). È situato nella contea di Veszprém.